# ストラスコーナ地域
ストラスコーナ地域（英:  Strathcona Regional District）は、カナダのブリティッシュコロンビア州の地方行政区の一つ。
旧コモックス・ストラスコーナ地域が2分割され、北西地域部分が独立して創設された。大陸の西岸部分に位置し、ストラスコーナ州立公園の大部分もこの地域に含まれる。行政府はキャンベルリバーにおかれている。

## 主な都市
- キャンベルリバー （Campbell River）
- ゴールドリバー （Gold River）